# یانیک تالاباردون
یانیک تالاباردون (فرانسوی: Yannick Talabardon‎؛ زادهٔ ۶ ژوئیهٔ ۱۹۸۱) دوچرخه‌سوار اهل فرانسه است.